# A Thousand Last Chances
 (février 2021).
Albums de Eskobar
There's Only Now
(2001) Eskobar
(2006)
A Thousand Last Chances est le troisième album du groupe suédois Eskobar, sorti en 2004 sous le label V2 Records.

## Pistes de l'album
1. Cold Night
2. Big Sleeper
3. You Got Me
4. Fly on the Wall
5. Love Comes First
6. Violence
7. Love Strikes
8. Under These Stars
9. Bring the Action
10. Freedom
11. Even If You Know Me
12. You Got Me (avec Emma Daumas) (Bonus)
13. You Got Me (Remix) (Bonus)